# Walter Lazzaro
Walter Lazzaro (Roma, 5 dicembre 1914 – Milano, 3 marzo 1989) è stato un pittore, attore e docente italiano.

## Biografia
Era figlio di Ermilio, insegnante di disegno e decoratore famoso nei primi decenni del Novecento. Con il padre all'inizio della sua carriera collabora in diverse opere quali, per esempio, il mosaico per la basilica di Sant’Antonio a Roma; del padre si prestò a fare anche da modello in alcune opere. 

La sua formazione, oltre che nella bottega del padre, avviene a Roma nel Liceo Artistico e presso l’Accademia di Belle Arti di Roma. In seguito, dal 1935, diventerà docente di Pittura nel Liceo Artistico di Roma e nelle accademie di Belle Arti di Roma, Carrara, Bologna, Milano-Brera. Tra le altre attività di docenza fonda e dirige il Liceo Artistico di Novara.
La peculiarità iconografia che contraddistingue la sua arte del primo periodo è la presenza di deserte spiagge con solitarie barche, ombrelloni e sdraio, cabine a strisce bianche e blu, o figure immobili accennate, immersi in una luce diafana, spazi dove, come disse Giorgio De Chirico, "si sente la sottile presenza di questa vita che tace, di questa vita silente; che tace, ma che con il suo silenzio dice tante cose che, comunemente, non si possono udire”. Sono paesaggi immobili in attesa di qualcosa nei quali come ebbe a dire Giuseppe Manzoni di Chiosca "lo spettatore non si sente aggredito né respinto, come invece avviene per tanta parte dell’arte contemporanea, ma piuttosto coinvolto in quell’atmosfera elegiaca e quasi invitato ad entrare egli stesso nel dipinto (a colmare la mancanza di altre presenze umane) per prendere parte a un dialogo muto con le cose o, più in là, con l’infinito, con Dio". La sua pittura, nell'ambito della Scuola Romana, è poetica dei "Silenzi", "il metafisico pittore del silenzio" è una definizione di Lionello Venturi del 1954 definizione che a partire da questa data compare su "inviti, dentro le brevi rassegne di cenni critici o a esergo di veri e propri cataloghi di mostre di Lazzaro" e diventerà una definizione che lo caratterizzerà.
La guerra segnerà ampiamente la sua vita e una cesura nella sua arte. Preso prigioniero nel 1943 mentre era in servizio in Albania come tenente dei granatieri è deportato in un lager in Polonia, descriverà questa esperienza in numerosi disegni e quadri, sono di questo periodo le figure contorte e sofferenti. In numerosi dipinti che rappresentano la sofferenza provata nei lager (uno di questi è stato usato dalle poste italiane per commemorare la giornata della memoria), si ritrovano scritte e parole quali "fame...fame".
Al termine del conflitto, Lazzaro, ritornato in Italia, riprende l'insegnamento e ricomincia a dipingere i suoi quadri, ma da quel momento la figura umana è assente nei suoi paesaggi, la presenza dell'uomo si avverte solo nei manufatti e nei ritratti dove "grande importanza è attribuita agli occhi quale specchio dell'interiorità (..)". Sono i suoi paesaggi del periodo costruiti attorno a dei manufatti che aspettano l'arrivo dell'uomo immersi in uno spazio muto, una pittura, quella di Walter Lazzaro, nella quale Agnoldomenico Pica riconosce che "Un velo di diffusa malinconia si stende su tutto il vasto mondo visibile, quasi una dolce nebbia azzurrina che può talora illividirsi di freddi riflessi lunari o pallidamente colorirsi di rosa, quasi nel ricordo di una gioia perduta e, forse, nemmeno rimpianta".
Nel 1956 fonda il "Movimento Poeti-Pittori" che raccoglie molte adesioni tra i maggiori artisti del momento, teorizzando l’importanza di un linguaggio artistico chiaro e semplice.
Nel 1962 con Carrà, Funi, Guidi, Ordavo e Pieraccini, dà vita alla Settimana d’arte della Versilia (più tardi denominata Marguttiana)..
Protagonisti delle sue opere sono il mare e le spiagge, soprattutto della Versilia e della Liguria (Rapallo, Bocca di Magra).
Le coste liguri sono state protagoniste delle sue opere già dal 1949, per la partecipazione al Premio di pittura Golfo della Spezia
Nel 1980 è insignito del titolo di Cavaliere per meriti artistici e dell’onorificenza di Ufficiale al Merito della Repubblica, restituisce tuttavia quest’ultimo riconoscimento, non potendo proseguire l’insegnamento per superati limiti di età.
Di lui si ricorda anche l'attività di attore in diversi film, tra l'altro fu il protagonista ne La fornarina di Enrico Guazzoni del 1943 dove impersona Raffaello Sanzio.

## Mostre
Esordisce a soli 18 anni con una personale a Palazzo Torlonia curata da Federico Hermanin allora direttore di palazzo Venezia e in seguito ha partecipato a numerose mostre tra le quali occorre ricordare le 5 partecipazioni alla Quadriennale di Roma. Nel 1942 è premiato alla XXIII Esposizione internazionale d'arte di Venezia. 
Nello stesso anno espone alla Mostra degli artisti italiani in armi al Palazzo delle Esposizioni di Roma, dove propone la grande tela Pattuglia che è acquistato da parte del re.
Nel 1964 è importante la sua personale alla milanese Galleria Bolzani in Omaggio ai miei critici di allora (1928-1938): “Vorrei che dalla mia pittura gli altri potessero sentire un poco dell’incanto che è in me allorché ascolto i silenzi della terra e cerco di scoprire attraverso uno o pochi elementi la voce dell’eterno e lo spirito delle cose”.
A Walter Lazzaro sono state dedicate numerose retrospettive come quella tenuta in occasione dei cento anni dalla nascita presso il Chiostro del Bramante a Roma nel 2014 intitolata Walter Lazzaro. Lo stupore del silenzio., quella sempre per i 100 anni dalla nascita intitolata Walter Lazzaro: Approdi silenti & Donne di carta che il comune di Forte dei Marmi gli dedica. Nel 2015 il museo MAGMMA di Villacidro dedica una mostra all'autore dal titolo Walter Lazzaro - Un granatiere di Sardegna nell’arte italiana del ‘900 curata dal direttore del museo Walter Marchionni.
Nel 2013 poste italiane in occasione del giorno della memoria pone un annullo speciale realizzato con un disegno di Walter Lazzaro.

## Musei
Un suo autoritratto è presente nella collezione di Palazzo Pitti a Firenze, un quadro Invito alla Solitudine è conservato nella Galleria nazionale d'arte moderna e contemporanea di Roma.

## Opere
- Cabine, 1950. Associazione "Circolo Artistico Politecnico" Museo Giuseppe Caravita principe di Sirignano

## Filmografia
- Vecchia guardia, regia di Alesandro Blasetti (1935)
- Scipione l'Africano, regia di Carmine Gallone (1937)
- Pietro Micca, regia di Aldo Vergano (1938)
- Il cavaliere di Kruja, regia di Carlo Campogalliani (1941)
- Noi vivi, regia di Goffredo Alessandrini (1942)
- Quelli della montagna, regia di Aldo Vergano (1943)
- La fornarina, regia di Enrico Guazzoni (1944)